# Lee Perry

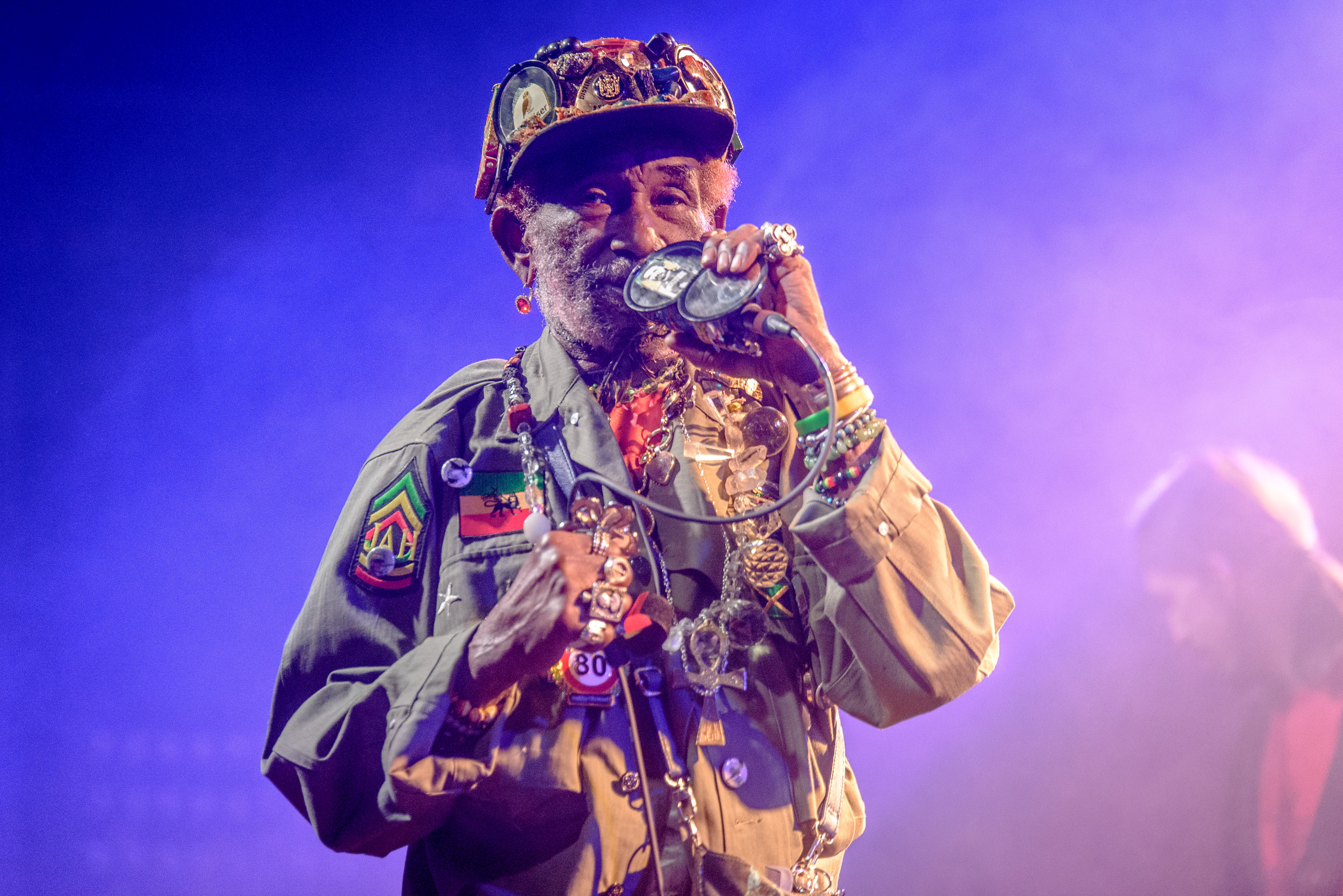
Live 2016

Lee Perry, Scratch Perry właśc. Rainford Hugh Perry (ur. 20 marca 1936 w Kendal na Jamajce, zm. 29 sierpnia 2021 w Lucei) – jamajski producent muzyczny, kompozytor, dubmaster, autor tekstów, obok Kinga Tubby’ego twórca i kreator stylu dub.
Początkowo związany jako aranżer i łowca talentów ze Studio One. W 1968 po kłótni z Coxsonem postanowił założyć własną wytwórnię Upsetter, a na początku lat 70. Black Ark Studio. Współpracował w nim m.in. z: Bobem Marleyem, Astonem i Carlstonem Barrettami, Augustusem Pablo, The Congos, Juniorem Murvinem, Maxem Romeo, a nawet punkowym The Clash. Był to najbardziej owocny okres w jego życiu, za konsoletą wykreował brzmienie wielu przyszłych gwiazd reggae. Równocześnie nagrywał z własnym zespołem The Upsetters. W 1978 Perry podpalił swoje studio i przeniósł się do USA, gdzie nagrywał z nowojorską grupą Terrorists.
W ostatnich dekadach życia współpracował m.in. z Mad Professorem, Adrianem Sherwoodem i Dub Syndicate. Później mieszkał w Szwajcarii. 29 sierpnia 2021 zmarł w szpitalu na Jamajce w wieku 85 lat.

## Dyskografia
- The Upsetter (1969)
- Return of Django (1969)
- Many Moods of the Upsetters (1970)
- Scratch the Upsetter Again (1970)
- The Good, the Bad and the Upsetters (1970)
- Eastwood Rides Again (1970)
- Africa's Blood (1972)
- Cloak and Dagger (1973)
- Rhythm Shower (1973)
- Upsetters 14 Dub Blackboard Jungle (1973)
- Clint Eastwood (1973)
- Double Seven (1974)
- DIP Presents the Upsetter (1975)
- Musical Bones (1975)
- Return of Wax (1975)
- Kung Fu Meets the Dragon (1975)
- Revolution Dub (1975)
- Super Ape (1976)
- Return of the Super Ape (1978)
- Roast Fish Collie Weed & Corn Bread (1978)
- The Return of Pipecock Jackxon (1980)
- History, Mystery & Prophecy (1984)
- Battle Of Armagideon (Millionaire Liquidator) (1986)
- Time Boom X – De Devil Dead (z Dub Syndicate) (1987)
- On the Wire (1988)
- Chicken Scratch (1989)
- From The Secret Laboratory (z Dub Syndicate) (1990)
- Satan's Dub (1990)
- Lord God Muzik (1991)
- Sounds From The Hotline (1991)
- The Upsetter and The Beat (1992)
- Excaliburman (1992)
- Spiritual Healing (1994)
- Black Ark Experryments (z Mad Professorem) (1995)
- Experryments at the Grass Roots of Dub (z Mad Professorem) (1995)
- Super Ape Inna Jungle (z Mad Professorem) (1995)
- Who Put The Voodoo Pon Reggae (z Mad Professorem) (1996)
- Dub Take The Voodoo Out Of Reggae (z Mad Professorem) (1996)
- Technomajikal (1997)
- Mystic Warrior (1997)
- Mystic Warrior Dub (z Mad Professorem) (1997)
- Dub Fire (z Mad Professorem) (1998)
- The Original Super Ape (1998)
- Son of Thunder (2000)
- Jamaican ET (2002)
- Earthman Skanking (2003)
- Encore (2003)
- Panic in Babylon (2005)
- Alive, More Than Ever (2006)
- Repentance (2008)
- Return From Planet Dub (Lee Perry w. Dubblestandard & Ari Up) (2009)
- Revelation (2010)
- Rise Again (2011)[4]